# Lee Maynard
Lee Maynard (Crum, 1936 – Albuquerque, 16 giugno 2017) è stato uno scrittore e giornalista statunitense.

## Biografia

### Formazione scolastica
Maynard ha frequentato il liceo Ceredo-Kenova, dove suo padre era insegnante e allenatore, laureandosi nel 1954. Iscrittosi alla West Virginia University, inizialmente scelse la facoltà di farmacia per poi passare ad una specializzazione in giornalismo. Ha completato gli studi nel 1962.

### Carriera
Nel 1958, Maynard si ritirò dal college prima di conseguire la laurea. Dal 1958 al 1961, infatti, prestò servizio nell'esercito degli Stati Uniti, lavorando come poliziotto militare e investigatore criminale. Dopo essere stato congedato con onore dall'esercito, tornò alla West Virginia University per completare i suoi studi di giornalismo.
Immediatamente dopo il college, Maynard fu assunto come direttore della West Virginia Conservation Magazine dal Dipartimento delle risorse naturali della West Virginia. In seguito ha ricoperto la carica di vicedirettore del dipartimento della divisione informazione e istruzione. Ha anche lavorato come direttore delle pubbliche relazioni per la Camera di commercio della Virginia dell'ovest e la direzione della West Virginia Commerce. Nel 1967, Maynard fu nominato segretario esecutivo della neo-costituita Commissione per la forza lavoro, la tecnologia e la formazione della Virginia occidentale, il più giovane segretario del dipartimento di uno stato.
Nel 1968, Maynard lasciò il governo dello stato della Virginia dell'Ovest per ricoprire il ruolo di Direttore Nazionale delle Operazioni per gli Outward Bound a Boston, nel Massachusetts. Durante gli anni '70, ha lavorato come amministratore presso il Prescot College di Prescott, in Arizona; progettista di una stazione sciistica a Crested Butte, Colorado; direttore di una scuola di Outward Bound in Texas e New Mexico; e consulente autonomo. Per più di due decenni, Maynard ha contribuito regolarmente a "Reader's Digest" su storie di avventure nella vita reale. Le sue relazioni sulla saggistica sono apparse anche su The Saturday Review, Rider Magazine, Washington Post, Country America, Dual Sport News e Christian Science Monitor
Maynard fu Presidente e CEO di The Storehouse, una dispensa alimentare senza scopo di lucro che forniva cibo ai bisognosi nella grande area di Albuquerque, New Mexico.
Maynard ha insegnato a scrivere in numerosi seminari, tra cui Appalachian Writers Workshop, Southwest Writers Workshop e West Virginia Writers Conference. Ha lavorato come Master in scrittura ad Allegheny Echoes.

### Polemica su Crum
Nel 2001, Tamarack, il centro artigianale di proprietà statale e il negozio di articoli da regalo sulla West Virginia Turnpike, si rifiutò di fare scorta del romanzo di Maynard recentemente ripubblicato, Crum. Tamarack era stato progettato per mostrare e vendere il lavoro di artisti, artigiani e performer del West Virginia, ma si rifiutò di vendere il romanzo. Lo riteneva inadatto alla vendita, citando il suo linguaggio sessualmente esplicito e la rappresentazione negativa della Virginia dell'Ovest.

### Vita privata
Nel 1959, Maynard sposò quella che sarebbe stata sua moglie per più di 50 anni, Helen. Si erano incontrati mentre Maynard prestava servizio nell'esercito come poliziotto militare; il padre di Helen era un commissario di polizia locale con il quale Maynard lavorava. La loro figlia Darci nacque nel 1962 e il figlio Toran nel 1965.
Maynard era un appassionato motociclista e pilota d'aereo.

## Opere

### Trilogia di Crum
- Crum. New York: Washington Square Press.1988; Lontano da Crum, Fidenza, Mattioli 1885, 2018 traduzione di Nicola Manuppelli  ISBN 978-88-6261-661-4.
- Screaming with the Cannibals. Morgantown, WV, Vandalia Press. 2003.
- The Scummers . Morgantown, Virginia Occidentale, Vandalia Press. 2012

### Altri scritti
- The Pale Light of Sunset: Scattershots and Allucinations in a Imagined Life . Morgantown, Virginia Occidentale, Vandalia Press. 2009.
- Nord magnetico. Morgantown, Virginia Occidentale, Vandalia Press. 2015
- Cinco Becknell. Morgantown, Virginia Occidentale, Vandalia Press. 2015

## Premi e onorificenze
Nel 1995, Maynard ha ricevuto il National Endowment for the Arts Literary Fellowship in Fiction.